# Corus monodi
Corus monodi là một loài bọ cánh cứng trong họ Cerambycidae.